# Mällsjön (Norrbärke socken, Dalarna)
Mällsjön är en sjö i Smedjebackens kommun i Dalarna och ingår i Norrströms huvudavrinningsområde. Sjön har en area på 0,279 kvadratkilometer och ligger 174 meter över havet.

## Delavrinningsområde
Mällsjön ingår i det delavrinningsområde (668147-148240) som SMHI kallar för Inloppet i Gäsen. Medelhöjden är 193 meter över havet och ytan är 24,6 kvadratkilometer. Räknas de 4 avrinningsområdena uppströms in blir den ackumulerade arean 59,01 kvadratkilometer. Stimmerboån som avvattnar avrinningsområdet har biflödesordning 4, vilket innebär att vattnet flödar genom totalt 4 vattendrag innan det når havet efter 244 kilometer. Avrinningsområdet består mestadels av skog (79 procent). Avrinningsområdet har 1,6 kvadratkilometer vattenytor vilket ger det en sjöprocent på 6,5 procent.